# Synopsidia afghana
Synopsidia afghana är en fjärilsart som beskrevs av Edward P. Wiltshire 1966. Synopsidia afghana ingår i släktet Synopsidia och familjen mätare. Inga underarter finns listade i Catalogue of Life.